# Габрје (Доброва–Полхов Градец)
Габрје (словен. Gabrje) је насељено место у општини Доброва–Полхов Градец, Средњесловенска регија, Словенија.

## Историја
До територијалне реорганизације у Словенији било је у саставу града Љубљане, односно старе општине Вич–Рудник.

## Становништво
У попису становништва из 2011. године, Габрје је имало 440 становника.
| Број становника према пописима | Број становника према пописима | Број становника према пописима |
| ------------------------------ | ------------------------------ | ------------------------------ |
| 1991                           | 2002                           | 2011                           |
| 305                            | 357                            | 440                            |

## Галерија
- засеок Жеровник
- сеоска кућа
- распеће
- поток Жеровник